# Maciej Szczęsny
Pour les articles homonymes, voir Szczesny.
Maciej Wawrzyniec Szczęsny (né le 28 juin 1965 à Varsovie), est un footballeur international polonais. Il est le père du footballeur international polonais Wojciech Szczęsny.

## Biographie
Sélectionné à sept reprises en équipe de Pologne entre 1991 et 1996, Maciej Szczęsny effectue la totalité de sa carrière de gardien de but dans des clubs polonais, lui permettant de remporter à cinq reprises le championnat.
Il est aujourd'hui et depuis juin 2011 l'entraîneur des gardiens du Korona Kielce, club de l'élite.

## Palmarès
| - KP Legia Varsovie - Championnat de Pologne - Vainqueur : 1994 et 1995 - Coupe de Pologne - Vainqueur : 1990, 1994 et 1995 |  | - Widzew Łódź - Championnat de Pologne - Vainqueur : 1997 |  | - KP Polonia Varsovie - Championnat de Pologne - Vainqueur : 2000 - Supercoupe de Pologne - Vainqueur : 2000 |

- Wisła Cracovie
  - Championnat de Pologne
    - Vainqueur : 2001

  - Coupe de la Ligue polonaise
    - Vainqueur : 2001